# Suha (Słowenia)
Suha – wieś w Słowenii, w gminie Škofja Loka. W 2018 roku liczyła 161 mieszkańców.